# Robert-Daum-Platz

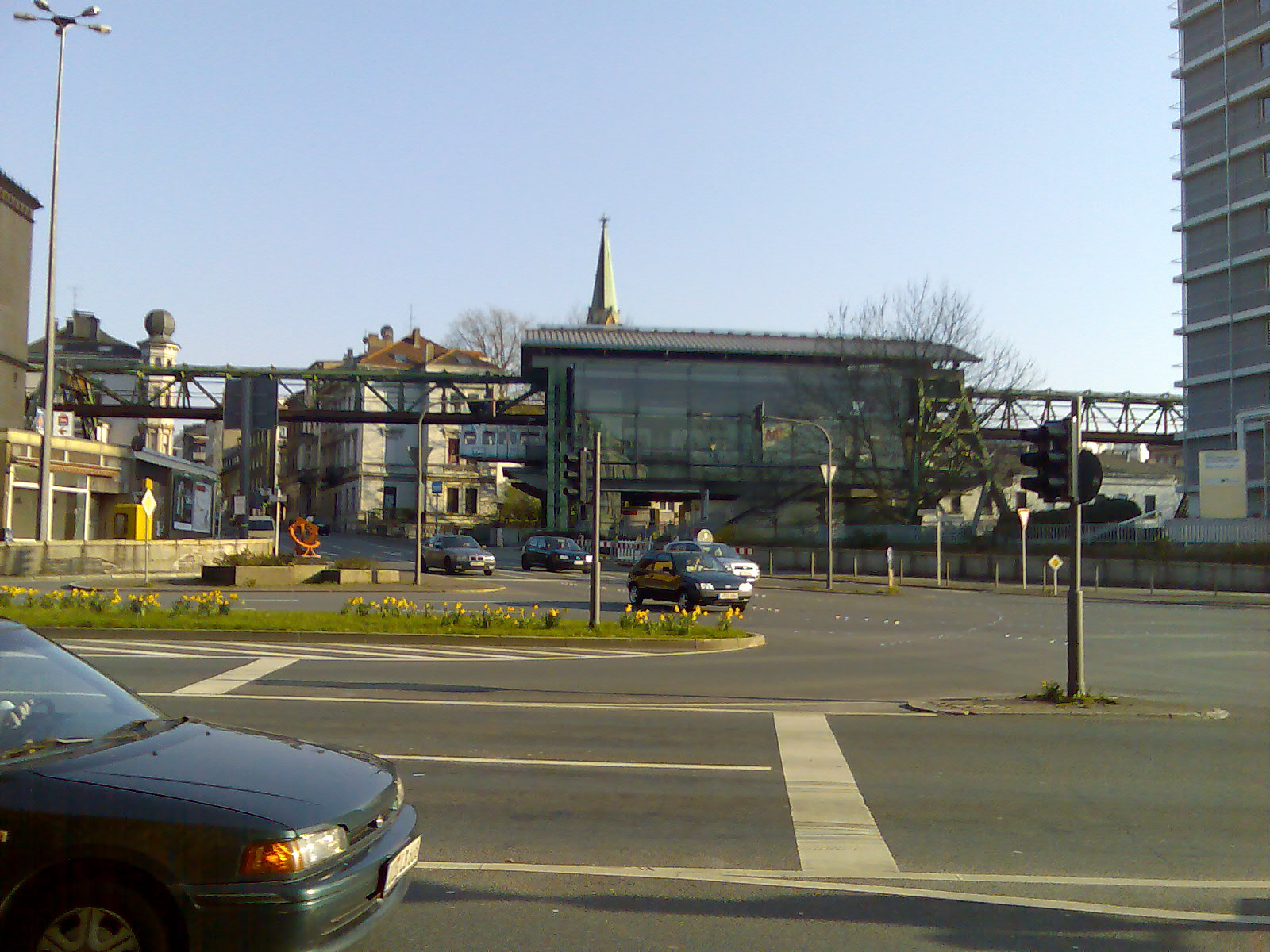
Der Robert-Daum-Platz (Teilansicht mit der Schwebebahnstation)

Der Robert-Daum-Platz ist ein großer Verkehrsknotenpunkt an der Grenze der Wuppertaler Stadtbezirke Elberfeld und Elberfeld-West. Er ist nach dem SPD-Politiker Robert Daum benannt, der von 1946 bis 1948 und von 1949 bis 1951 Oberbürgermeister von Wuppertal war. Davor trug er den Namen Tannenbergplatz.

## Topographie

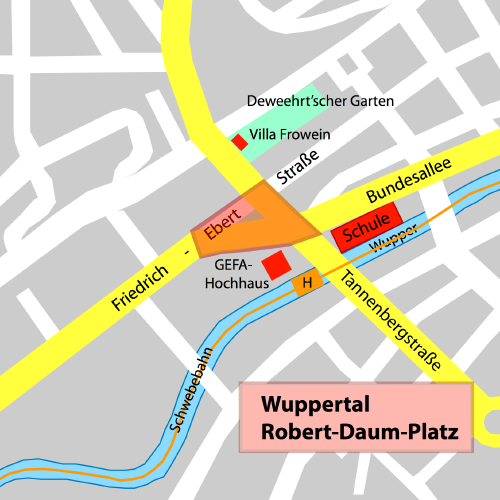
Lageskizze

Am Robert-Daum-Platz kreuzen die Bundesstraße 7 (B 7), die wichtige Ost-West-Achse Wuppertals, die östlich über die Bundesallee in die Innenstadt, westlich über die Friedrich-Ebert-Straße nach Vohwinkel führt, und die Landesstraße 427 (L 427), eine Nord-Süd-Verbindung mit den innerstädtischen Namen Tannenbergstraße und Briller Straße. Die Tannenbergstraße verläuft nach Süden und bildet die Verbindung in die Elberfelder Südstadt und weiter zum Stadtteil Cronenberg. Die in nördlicher Richtung verlaufende Briller Straße, die am Briller Viertel vorbeiläuft, stellt die kürzeste Verbindung zur Bundesautobahn 46 (A 46) in Fahrtrichtung Dortmund dar. In Fahrtrichtung Düsseldorf über die A 46 ist der empfohlene Weg entgegengesetzt nach Süden (und damit verwirrend für den ortsunkundigen Autofahrer), er führt über eine Strecke durch den Kiesbergtunnel zum Autobahnanschluss am Sonnborner Kreuz recht zügig auf die A 46. 
Die dazu notwendigen Wegweisertafeln wurden in den 1960er Jahren in Form von transparenten Kästen realisiert, die in den Nachtstunden durch eine eigene Lichtquelle hintergrundbeleuchtet wurden und dem Platz eine eigene Stimmung gaben. In den späten 1980er Jahren wurde diese Hintergrundbeleuchtung als zu kostspielig und energieverbrauchend erkannt und abgeschaltet. Die Wegweisertafeln wurden einige Jahre später durch die üblichen reflektierenden Blechschilder ersetzt.
Die östliche Fortsetzung der Friedrich-Ebert-Straße führt ins klassizistische „Luisenviertel“, wo sich zahlreiche Einzelhändler niedergelassen haben. Früher war der Verlauf der Friedrich-Ebert-Straße unter dem alten Namen Königstraße durchgehend, durch den Ausbau des Robert-Daum-Platzes in der Nachkriegszeit wurde aber der direkte Weg unterbrochen, und die Friedrich-Ebert-Straße stößt mit einem Versatz auf die Bundesallee. Parallel zur Bundesallee verläuft die Straße Aue und mündet auf den Platz. 

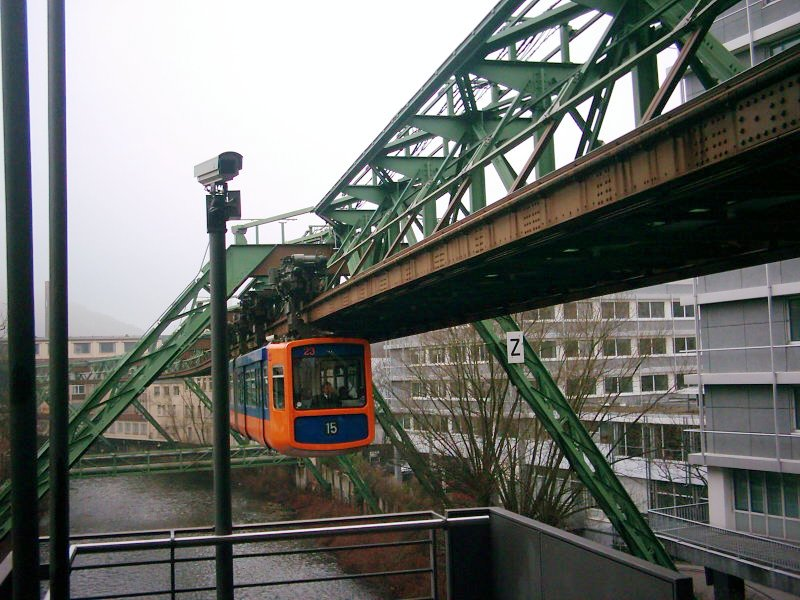
Blick aus der Schwebebahnstation

In unmittelbarer Nähe befindet sich die Schwebebahnstation Robert-Daum-Platz, vor der sich am 12. April 1999 das tragischste Unglück in der Geschichte der Wuppertaler Schwebebahn ereignete. Damals starben fünf Menschen, weitere 47 wurden verletzt. Eine Gedenkplatte in der Station erinnert an das Unglück. Bis 1987 fuhr auch eine Straßenbahn die B 7 entlang und hatte einen Abzweig in die Briller Straße zum Endhaltepunkt Gabelpunkt. Seit der Stilllegung der Straßenbahn in Wuppertal und der vollständigen Entfernung der Gleise sind hier breite Grünstreifen entstanden.

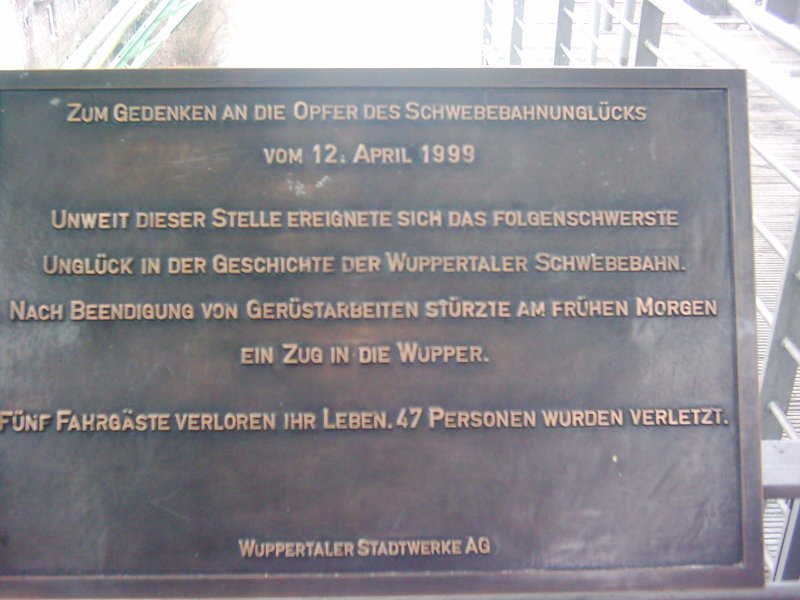
Gedenktafel in der Schwebebahnstation

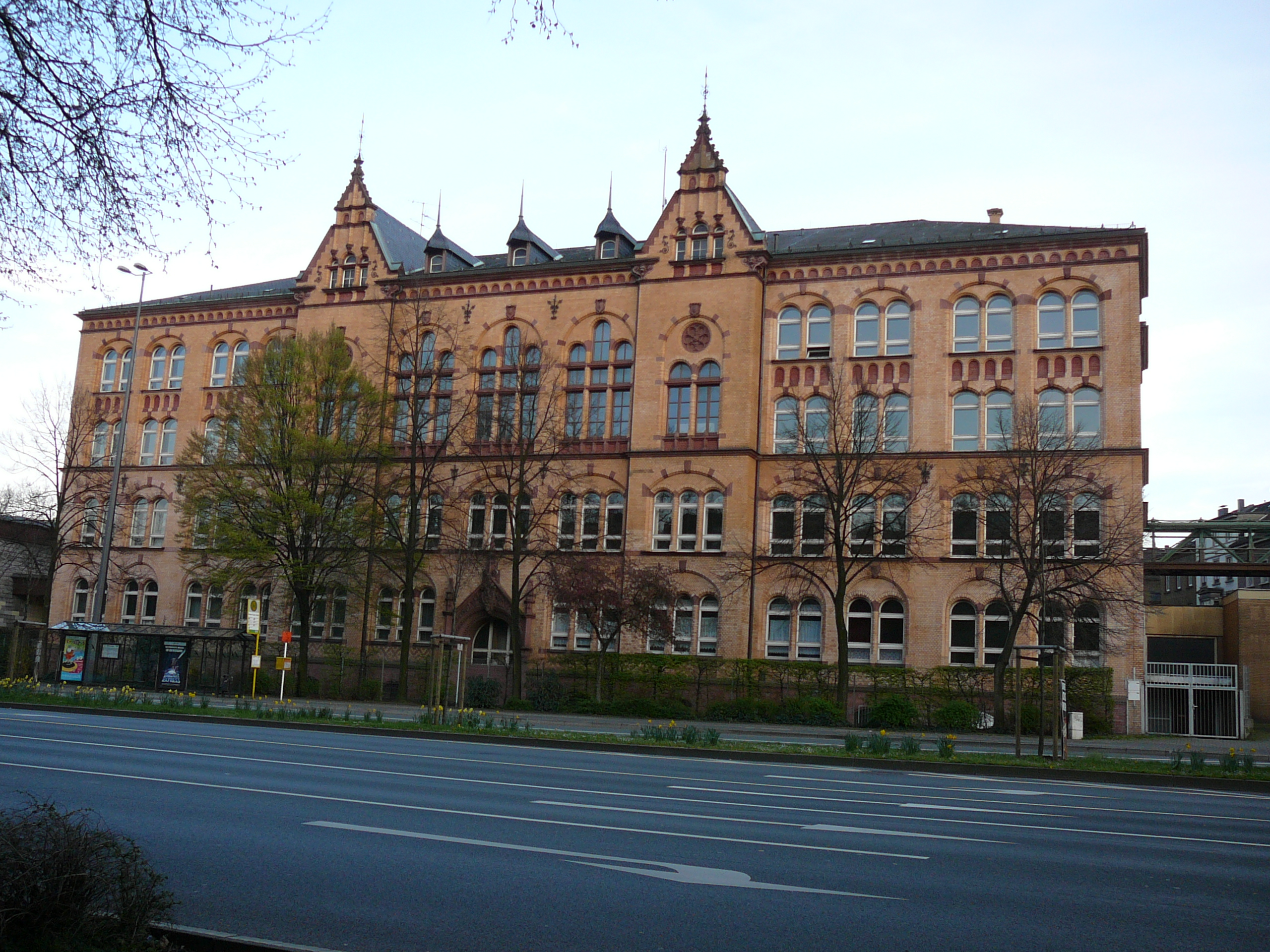
Das unter Denkmalschutz stehende Schulgebäude vor der Renovierung

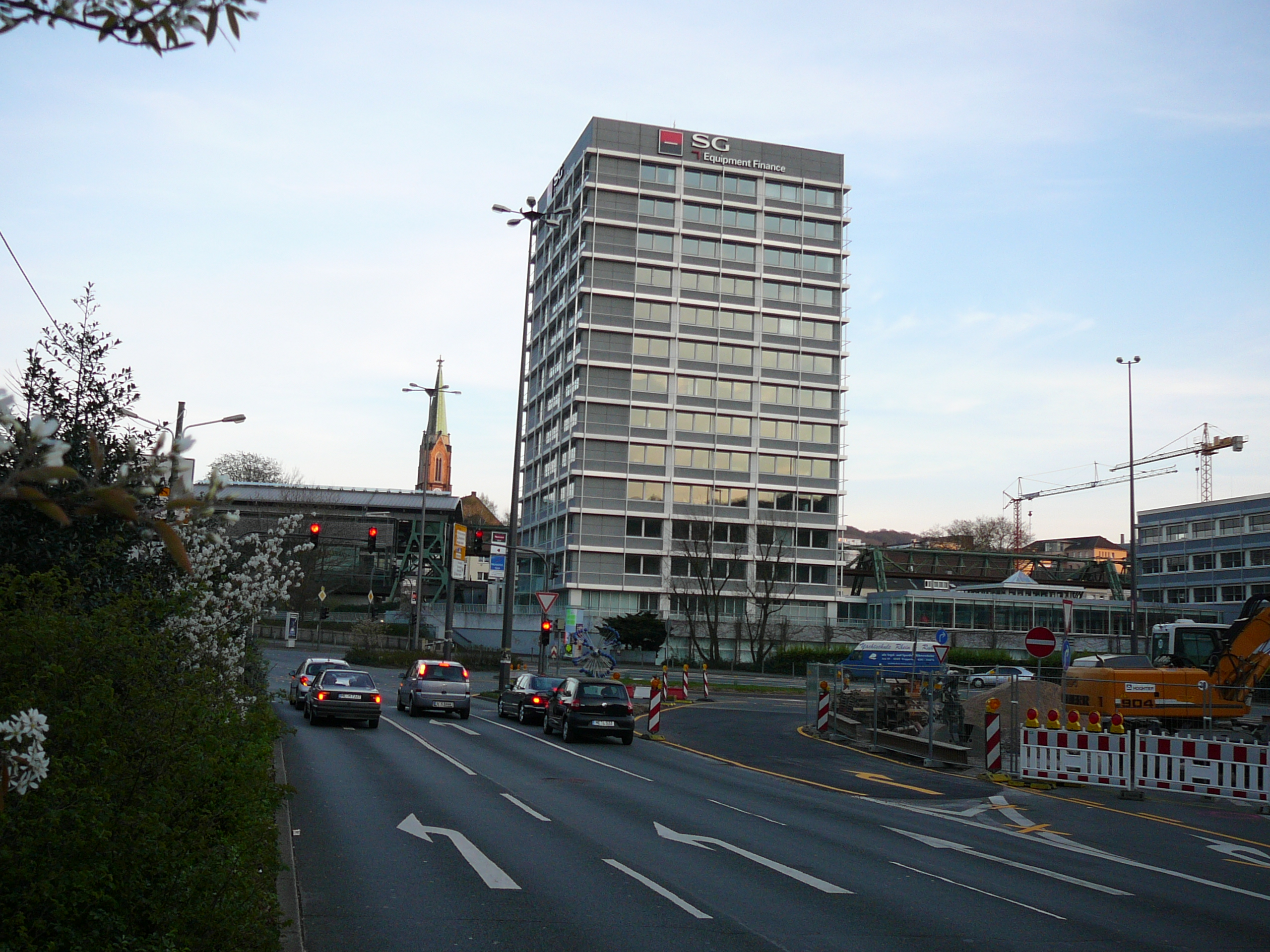
Das GEFA-Hochhaus

Die Erschließung der Schwebebahnstation für Fußgänger wurde durch zwei Tunnel gelöst: einen L-förmigen Tunnel, der die linke und rechte Seite der Tannenbergstraße verband und anschließend einen Durchgang unter der Bundesallee bot. Bis zur Stilllegung der Straßenbahn war hier auch der Zugang zu den beiden Gleisen der Straßenbahn. Ein zweiter Tunnel unterquerte die Briller Straße in der Höhe des Deweerth’schen Gartens. Im Januar 2008 wurden die Tunnel zurückgebaut und durch oberirdische Fußgängerverbindungen ersetzt.
Forderungen, den Übergang behindertengerecht umzubauen, wurden schon im Mai 2002 durch einen Stadtratsbeschluss umgesetzt, die Realisierung wurde aber immer wieder verzögert. Durch die oberirdische Fußgängerverbindung wurde eine barrierefreie Verbindung ermöglicht und der „Angstraum Fußgängertunnel“ überflüssig gemacht. Dazu wurde der kleinere Tunnel zugeschüttet und der größere Tunnel verschlossen. Durch den Wegfall der Reinigung und Beleuchtung kann die Stadt 18.000 Euro im Jahr sparen, die 750.000 Euro teure Investition war im September 2008 abgeschlossen. Kritiker monieren nun die langen und vielfachen Wartezeiten an den mit Ampeln versehenen einzelnen Fußgängerüberwegen, die eine deutliche Verlängerung der Gehzeit gegenüber den Tunneln zur Folge haben.
Die Stadtwerke haben gleichzeitig die Brücke über die Wupper an der Tannenbergstraße saniert.
Ab April 2007 wurde für 18 Monate auf einer Grünfläche auf den Platz unterirdisch ein Verzweigungsbauwerk für den Entlastungssammler Wupper gebaut.

## Architektur
Bestimmt wird der Platz durch ein 1900 erbautes rotes Backsteingebäude, das unter Denkmalschutz steht. Das als Gymnasium Aue errichtete Gebäude wird heute als Katholische Hauptschule West genutzt. Gegenüber befindet sich das dreizehnstöckige GEFA-Hochhaus, das zu den höchsten Gebäuden im Tal zählt. Es ist die deutsche Zentrale der GEFA Bank, die früher zur Deutschen Bank-Gruppe gehörte und nun seit 2001 zur SG Equipment Finance zählt.
Die im klassizistischen Stil errichtete Villa Frowein befindet sich in unmittelbarer Nähe zum Platz.
Es befanden sich ursprünglich zwei moderne Skulpturen auf dem Platz. Die in den 1980er Jahren entstandene jüngere, die schon mehrfach beschädigt wurde, hat den Titel „Gewindegang“ – weckt aber Assoziationen an ein Atommodell. Die ältere Skulptur, die über die Entlüftung des Fußgängertunnels montiert war, war zuletzt in Rotorange lackiert – früher war sie gelb lackiert. Mit der Schließung des Fußgängertunnels wurde sie entfernt und verschrottet.

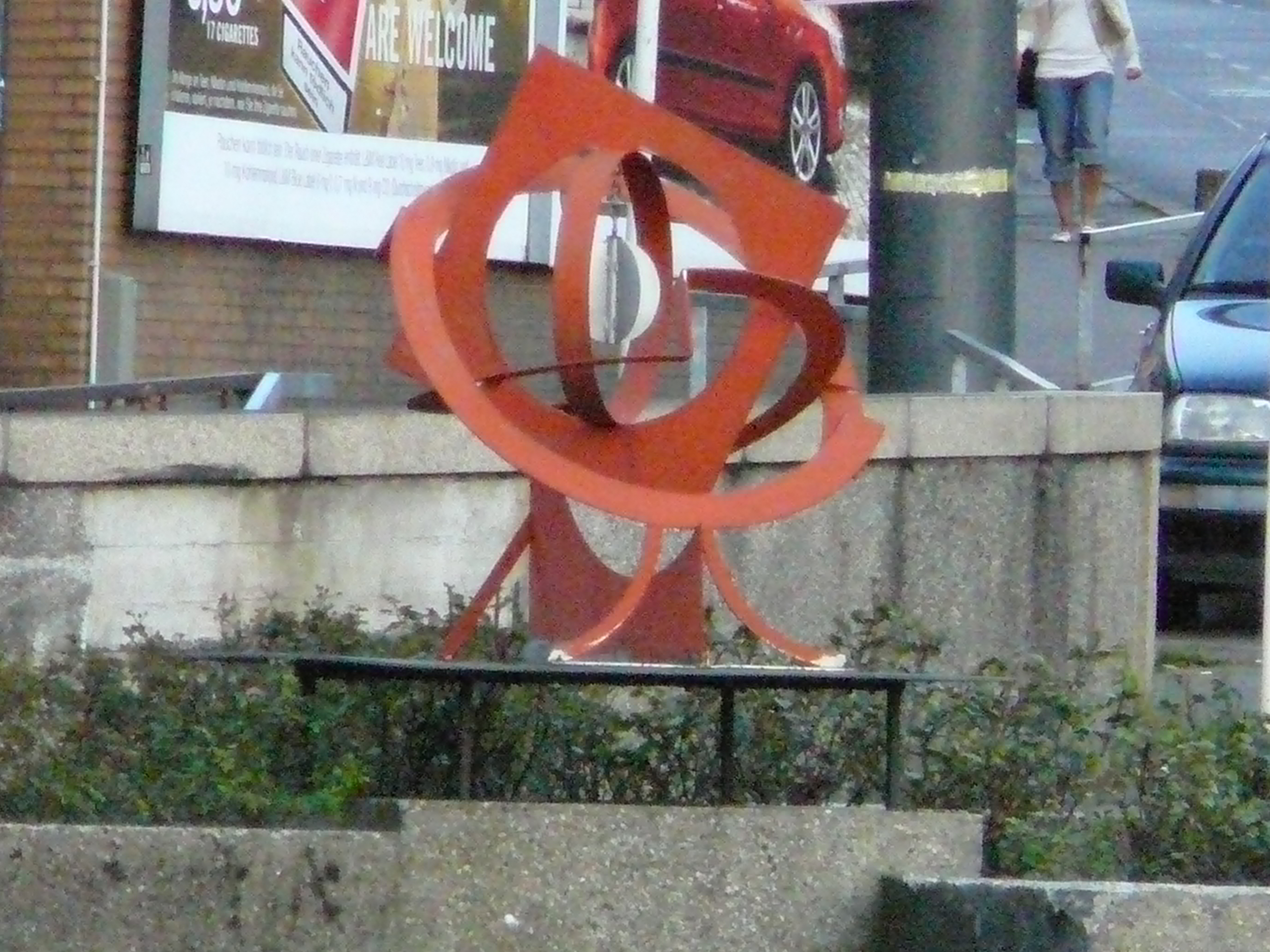
Ältere Moderne Skulptur, 2007 entfernt
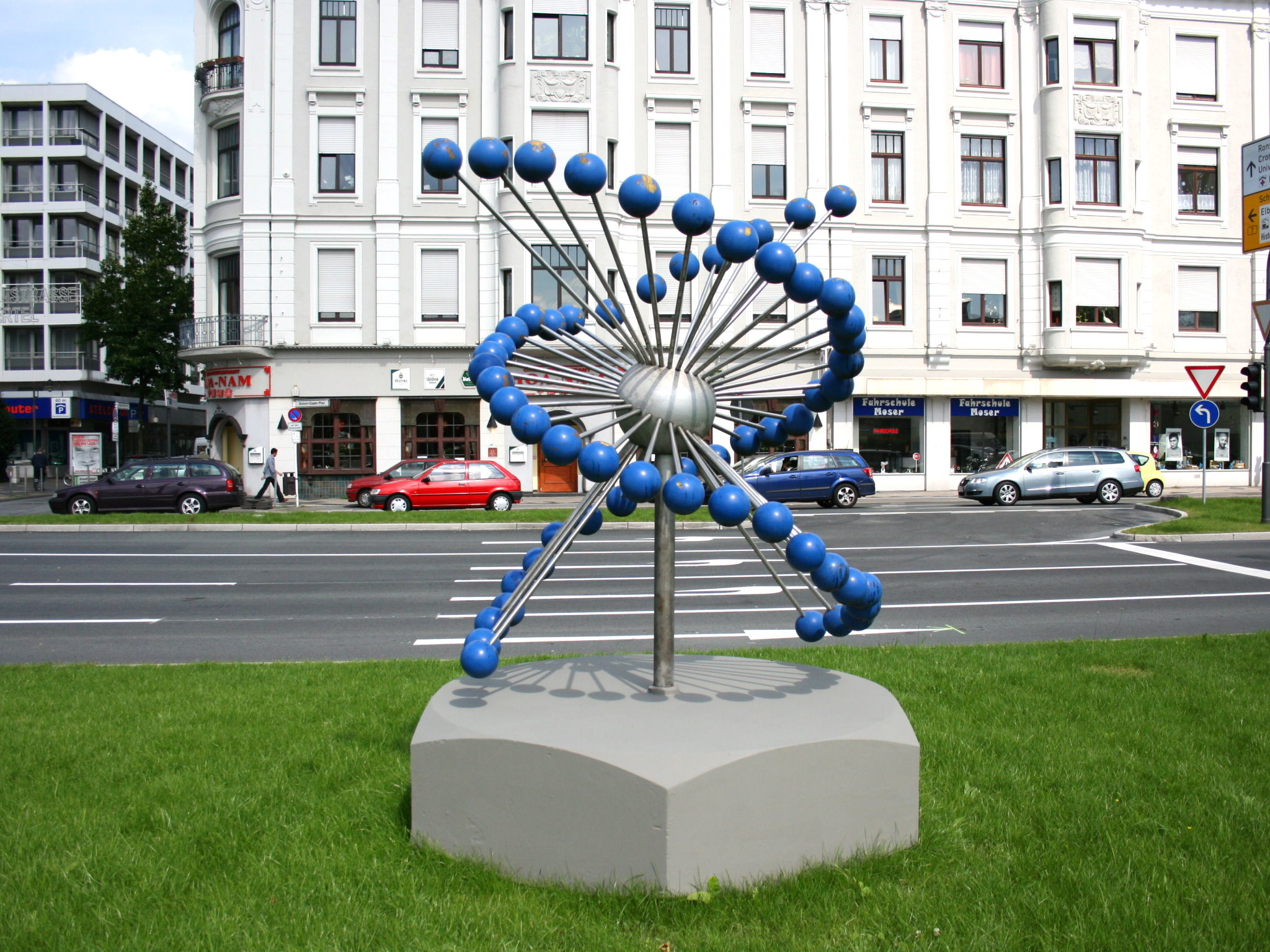
Neuere Moderne Skulptur „Gewindegang“